# Gaj (Vrbovec)
 Gaj  falu Horvátországban Zágráb megyében. Közigazgatásilag Vrbovechez tartozik.

## Fekvése
Zágrábtól 32 km-re, községközpontjától 4 km-re északnyugatra a megye északkeleti részén fekszik. 

## Története
A települést az 1620 körül Matija Kutinšćak által vezetett szlavóniai telepesek alapították az erdő kiirtásával. Az újonnan érkezettek tíz évig adómentességet élveztek, majd évi két dukátot, egy köböl búzát, egy köböl zabot és 1 disznót fizettek a földesúrnak, háború idején pedig a nemesi bandériumban kellett részt venniük. 1708-ban lakói szabadságjogokat kaptak. 1880-ban közelében feküdt Arminovac major. 
1857-ben 194, 1910-ben 476 lakosa volt. Trianonig Belovár-Kőrös vármegye Kőrösi járásához tartozott. 2001-ben 418 lakosa volt. 

## Lakosság
| Lakosság változása | Lakosság változása | Lakosság változása | Lakosság változása | Lakosság változása | Lakosság változása | Lakosság változása | Lakosság változása | Lakosság változása | Lakosság változása | Lakosság változása | Lakosság változása | Lakosság változása | Lakosság változása | Lakosság változása |
| ------------------ | ------------------ | ------------------ | ------------------ | ------------------ | ------------------ | ------------------ | ------------------ | ------------------ | ------------------ | ------------------ | ------------------ | ------------------ | ------------------ | ------------------ |
| 1857               | 1869               | 1880               | 1890               | 1900               | 1910               | 1921               | 1931               | 1948               | 1953               | 1961               | 1971               | 1981               | 1991               | 2001               |
| 194                | 212                | 212                | 279                | 398                | 476                | 486                | 543                | 566                | 580                | 555                | 478                | 464                | 442                | 418                |

## Nevezetességei
A falu Jézus Szíve tiszteletére szentelt kápolnája.

## Külső hivatkozások
Vrbovec város hivatalos oldala